# La Samaritaine
O La Samaritaine é uma loja de departamentos em Paris, nas margens do Sena, mesmo atrás do Louvre.
O edifício foi construído em 1903 em estilo Art nouveau. O interior é caracterizado por uma rica variedade de formas orgânicas em vitrais, escadarias pintadas e varandas em ferro fundido, bem como painéis de azulejos com motivos florais. No terraço do 11º andar, encontra-se um café com vistas magníficas.
A loja de departamentos foi fundada pela família Cognacq-Jay, que doou grandes somas de dinheiro para causas humanitárias e era também uma grande amante de arte. As obras de arte podem ser vistas no Museu Cognacq-Jay, na rue Elzévir. La Samaritaine pertence agora à empresa LVMH.